# Chan Asparuchovo
Chan Asparuchovo (bulgariska: Хан Аспарухово) är ett distrikt i Bulgarien.   Det ligger i kommunen Obsjtina Stara Zagora och regionen Stara Zagora, i den centrala delen av landet, 210 km öster om huvudstaden Sofia.
Trakten runt Chan Asparuchovo består till största delen av jordbruksmark. Runt Chan Asparuchovo är det ganska glesbefolkat, med 45 invånare per kvadratkilometer.